# Euphrosine obiensis
Euphrosine obiensis är en ringmaskart som beskrevs av Horst 1903. Euphrosine obiensis ingår i släktet Euphrosine och familjen Euphrosinidae. Inga underarter finns listade i Catalogue of Life.